# فصل إقصائي
الفصل الإقصائي، يسمى أيضًا «أو القاصرة»  أو «أو المنفردة» أو عدم التكافؤ (بالإنجليزية: Non-equivalence) أو اللامساواة المنطقية، هو مؤثر منطقي يكون نفيه هو ثنائي الشرط المنطقي [الإنجليزية]. مع وجود مدخلين، تكون عملية الفصل المنطقي صحيحة، إذا وفقط إذا، كانت المدخلات مختلفة (أحدهما صائب والآخر باطل). مع وجود مدخلات متعددة، تكون عملية الفصل المنطقي صائبة، إذا وفقط إذا، كان عدد المدخلات الصحيحة فرديًا.
حصل المؤثِّر على اسم "أو القاصرة" لأن معنى "أو" مبهم عندما يكون كلا المؤثَّر فيهما صحيحين. يقصي الفصل المنطقي هذه الحالة. بعض الطرق غير الرسمية لوصف الفصل الإقصائي هي "أحدهما أو الآخر ولكن ليس كلاهما"، "إما أحدهما أو الآخر"، و"A أو B، ولكن ليس A وB".
يُرْمَز لها بالمؤثر البادئ {\displaystyle J} وبالمؤثرات الداخلة XOR EOR EXOR، {\displaystyle {\dot {\vee }}}، {\displaystyle {\overline {\vee }}}، {\displaystyle {\underline {\vee }}}، ⩛، {\displaystyle \oplus }، {\displaystyle \nleftrightarrow }، و {\displaystyle \not \equiv }.

## التعريف
يُظهِر جدول الحقيقة للفصل المنطقي {\displaystyle A\nleftrightarrow B} أن خرج العملية يكون صوابًا لو اختلف المدخلان:
| {\displaystyle A\nleftrightarrow B} | {\displaystyle B} | {\displaystyle A} |
| ----------------------------------- | ----------------- | ----------------- |
| F                                   | F                 | F                 |
| T                                   | T                 | F                 |
| T                                   | F                 | T                 |
| F                                   | T                 | T                 |

## صيغ مكافئة

مخطط فن للتعبير المنطقي

يعني الفصل الإقصائي في جوهره: واحد فقط صائب، أي ليس الاثنان باطلان معًا ولا صائبان معًا. أي أن العبارة صائبة، إذا وفقط إذا، كان أحد المدخلين صائبًا والآخر باطلًا. مثًلا، لو تسابق حصانان، فإن أحدهما سيفوز بالسباق حتمًا، ولا يمكن أن يفوز الاثنان معًا ولا أن يخسرا معًا.
يُعبَّر عن الفصل الإقصائي {\displaystyle p\nleftrightarrow q} أيضًا بالشكل {\displaystyle p\operatorname {?} q} أو {\displaystyle Jpq}. ويمكن التعبير عنه وفق جبر بول كما يأتي:
{\displaystyle {\begin{matrix}p\nleftrightarrow q&=&(p\land \lnot q)\lor (\lnot p\land q)\end{matrix}}}
وفيه ({\displaystyle \land }) هو العطف المنطقي و({\displaystyle \vee }) هو الفصل المنطقي،  ({\displaystyle \neg }) هو النفي.
يمكن تمثيل الفصل الإقصائي  باستعمال عدد أقل من عمليات النفي، باختصار التعبير السابق وفق ما يأتي:
{\displaystyle {\begin{matrix}p\nleftrightarrow q&=&(p\land \lnot q)&\lor &(\lnot p\land q)\\[3pt]&=&((p\land \lnot q)\lor \lnot p)&\land &((p\land \lnot q)\lor q)\\[3pt]&=&((p\lor \lnot p)\land (\lnot q\lor \lnot p))&\land &((p\lor q)\land (\lnot q\lor q))\\[3pt]&=&(\lnot p\lor \lnot q)&\land &(p\lor q)\\[3pt]&=&\lnot (p\land q)&\land &(p\lor q)\end{matrix}}}
لو طبق قانونا دو مورغان مرتين في السطر الرابع من البرهان السابق، يمكن الوصول إلى الصيغتين التاليتين، وهي صيغ مفيدة في بعض التطبيقات الهندسية:
{\displaystyle {\begin{matrix}p\nleftrightarrow q&=&\lnot ((p\land q)\lor (\lnot p\land \lnot q))\end{matrix}}}
أو:
{\displaystyle {\begin{matrix}p\nleftrightarrow q&=&(p\lor q)\land (\lnot p\lor \lnot q)\end{matrix}}}
يمكن كتابة الصيغ الرياضية السابقة على هيئة معادلات منطقية كما يأتي.
{\displaystyle {\begin{matrix}p\nleftrightarrow q&=&(p\land \lnot q)&\lor &(\lnot p\land q)&=&p{\overline {q}}+{\overline {p}}q\\[3pt]&=&(p\lor q)&\land &(\lnot p\lor \lnot q)&=&(p+q)({\overline {p}}+{\overline {q}})\\[3pt]&=&(p\lor q)&\land &\lnot (p\land q)&=&(p+q)({\overline {pq}})\end{matrix}}}